# Gedenken an den Flugzeugabschuss über Altwarmbüchen

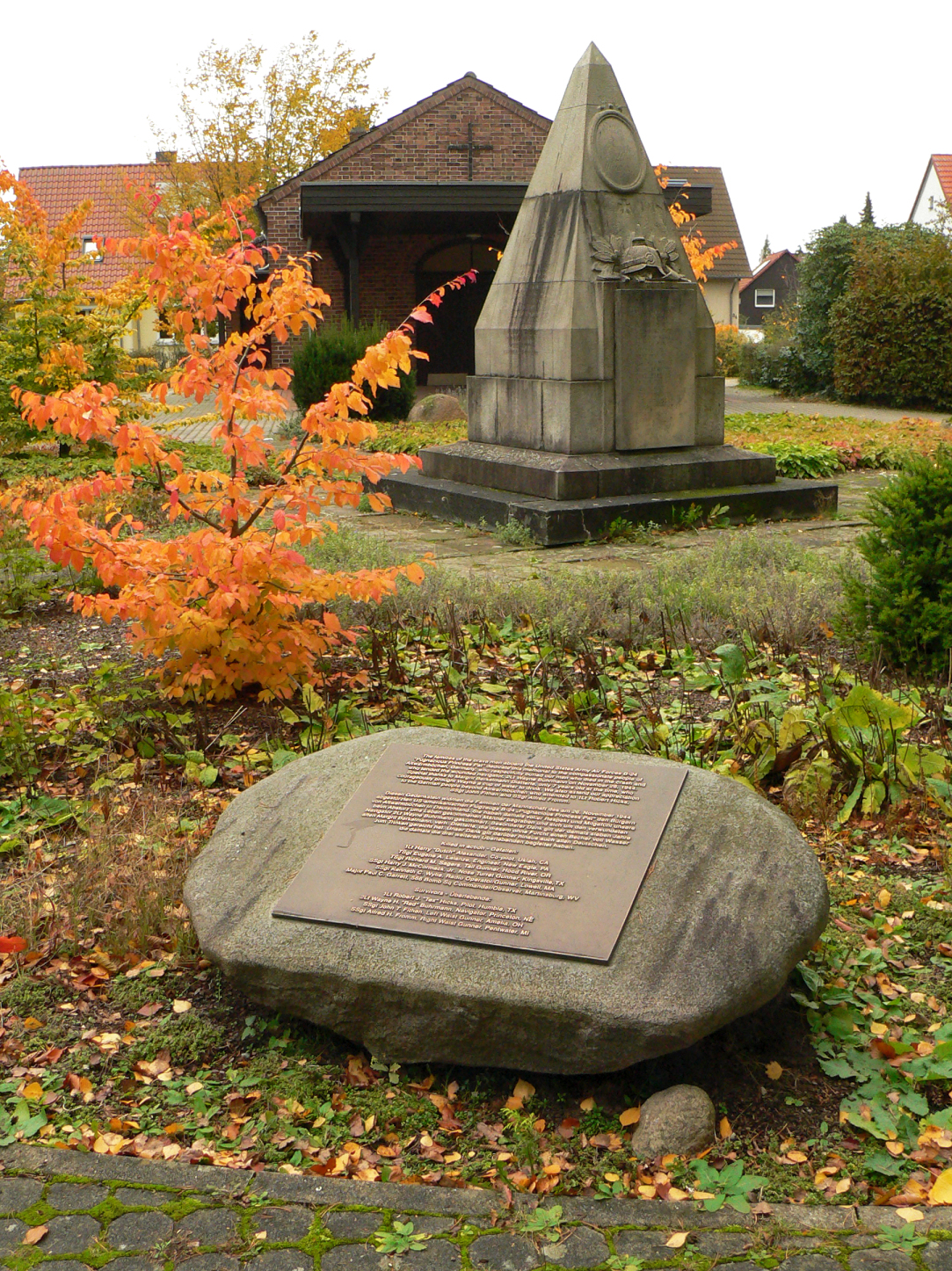
Gedenkstein auf dem Alten Friedhof in Altwarmbüchen, dahinter das Ehrendenkmal für die Gefallenen der Weltkriege

Zum Gedenken an den Flugzeugabschuss über Altwarmbüchen wurde im Jahr 2014 ein Gedenkstein auf dem Alten Friedhof in Altwarmbüchen in Niedersachsen aufgestellt. Er erinnert an den Absturz eines Bombers vom Typ B-24 „Liberator“ der United States Army Air Forces während des Zweiten Weltkriegs. Das Flugzeug schlug nach deutschem Beschuss nahe dem Ort auf, wobei sechs Angehörige der zehnköpfigen Flugzeugbesatzung ums Leben kamen.

## Ereignis

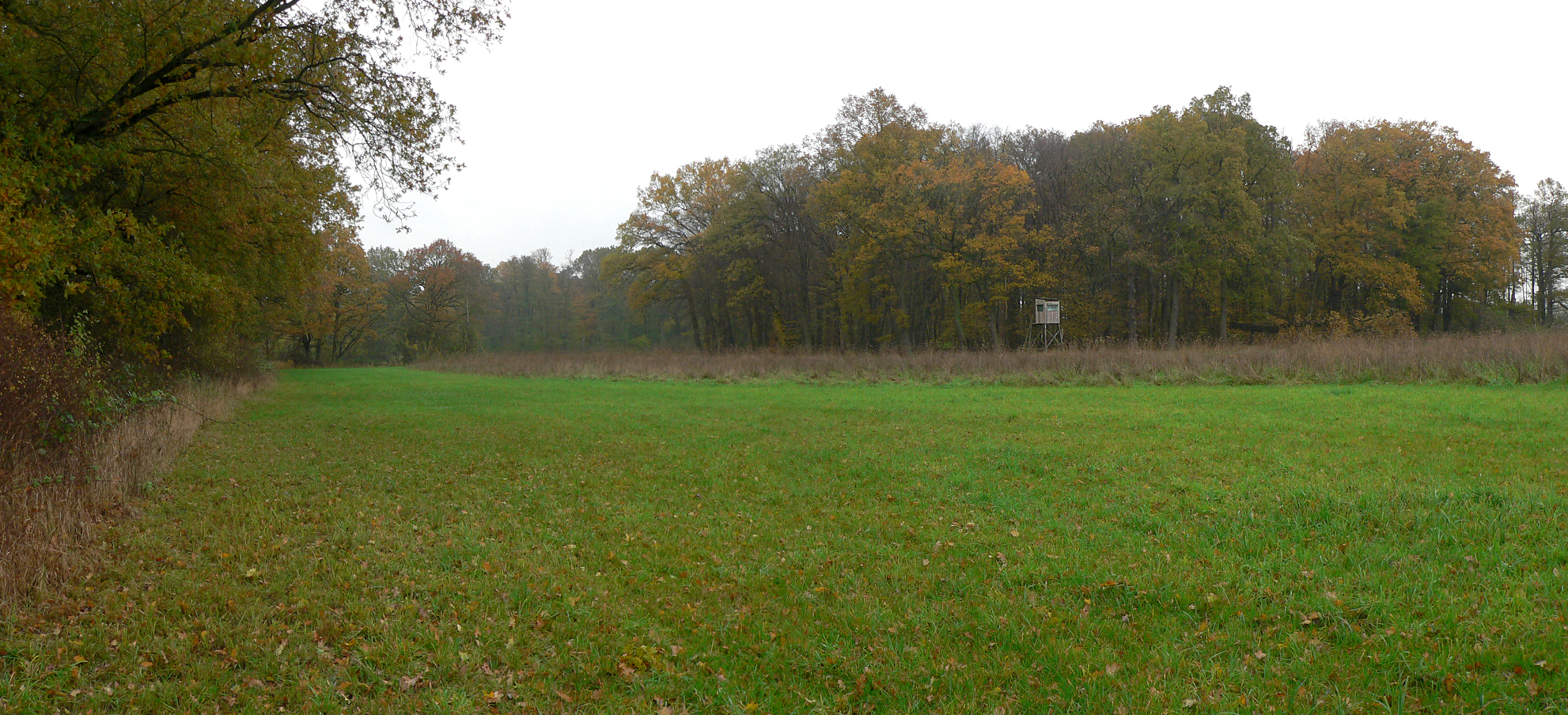
Die Absturzstelle ist heute eine Wiese zwischen Waldstücken in der Nähe des Schulzentrums Altwarmbüchen

Am 26. November 1944 starteten in England über 1000 alliierte Bomber und etwa 700 begleitende Jagdflugzeuge, die in zwei Bomberströmen nach Deutschland einflogen. Etwa 300 Maschinen hatten Misburg mit der kriegswichtigen Erdölraffinerie Deurag-Nerag als Ziel und warfen ca. 3300 Bomben der Größe 250 kg und 500 kg ab. Eine deutsche Flak-Stellung in der Nähe von Kirchhorst fügte zur Mittagszeit bei klarer Sicht einem auf dem Anflug nach Misburg befindlichen US-amerikanischen Bomber der Eighth Air Force mit der Bezeichnung Pugnacious Princess Pat Treffer zu. Laut dem amerikanischen Abschussbericht wurden Teile des Hecks und der rechte Flügel des Flugzeugs abgerissen. Das Flugzeug stürzte gegen 13 Uhr nahe Altwarmbüchen auf einer landwirtschaftlichen Fläche ab. Von den 10 Besatzungsmitgliedern konnten sich vier Crew-Mitglieder mit dem Fallschirm retten. Sie kamen in Kriegsgefangenschaft. Die Eighth Air Force verlor bei dem Einsatz 36 Bomber und einige Jagdflugzeuge, darunter 20 Bomber bei dem Angriff auf Misburg.

## Flugzeug und Besatzung
Der Bomber gehörte zur 566. Bomb Squadron, 389. Bomb Group, 2. Air Division der Eighth Air Force. Er kam 1944 fabrikneu in den Einsatz und war auf dem Hethel Airfield in England stationiert. Das Flugzeug hatte von der ersten Crew den Spitznamen Pugnacious Princess Pat (deutsch: Kampflustige Prinzessin Pat) erhalten, der zusammen mit einem Pin-up als Nose art am Bug der Maschine aufgemalt war. Pat war der Vorname der Ehefrau des Piloten. Von Juli bis November 1944 flog die erste Besatzung des Bombers über 35 Angriffe auf Ziele in Frankreich und Deutschland, u. a. in Braunschweig, Bremen, Hamburg, Kassel und Osnabrück. Die erste Crew wurde im November 1944 von einer zweiten Besatzung abgelöst, die dann abstürzte. Dabei handelte es sich um:

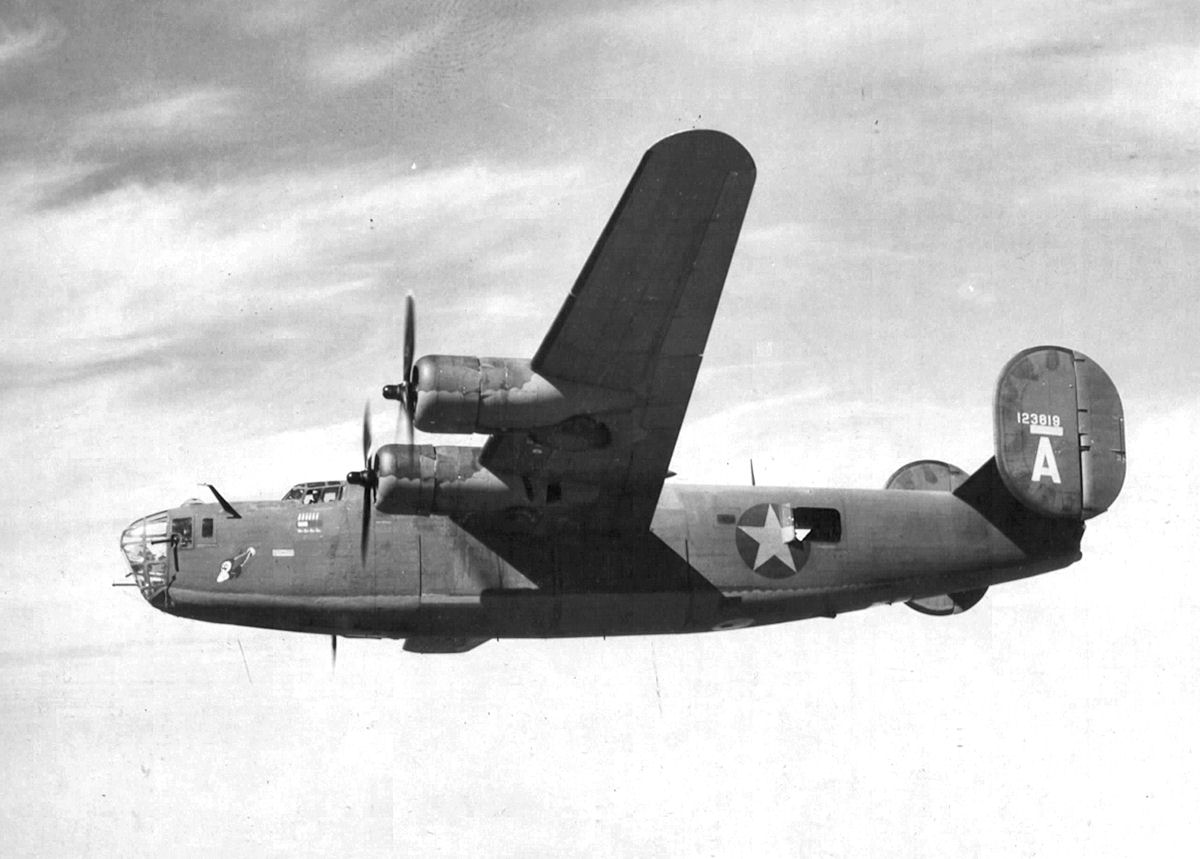
Eine B-24 „Liberator“ als Typ des abgeschossenen Flugzeuges

- Robert Hicks aus Beaumont (Texas), Pilot
- Harry Alexander (†) aus San Rafael (Kalifornien), Co-Pilot
- Wayne Buhrmann aus Princeton (Nebraska), Navigator
- Henry McCormack (†) aus Kingsville (Texas), MG-Schütze Bug
- Eugene LaLanze (†) aus New Eagle (Pennsylvania), MG-Schütze Hauptturm
- Kenneth Wylie (†) aus Lowell (Massachusetts), Funker
- John Fithen aus Amalia (Ohio), linker MG-Schütze
- Alfred Fromm aus Pentwater (Michigan), rechter MG-Schütze
- Richard Sagers (†) aus Hood River (Oregon), MG-Schütze Heck
- Paul Garrett (†) aus San Antonio (Texas), Beobachter

## Rezeption
Der Schriftsteller Ernst Jünger, der seit 1939 im Pfarrhaus des benachbarten Kirchhorst lebte, beschrieb den Absturz in drei Tagebucheintragungen seiner „Kirchhorster Blätter“ als Augenzeuge: „Die Angreifer flogen niedrig …. Das Führerflugzeug wurde voll getroffen, und eine lange, hellrot lodernde Flamme heftete sich ihm an. Es stürzte in der Nähe ab.“ Er meinte, einen großen silbrigen Flügel zu sehen, an dem ein Motor hing und „… zwei Fallschirme trieben über den Garten, der eine ganz niedrig, so daß man den Menschen daran hängen sah, …“. „Zugleich war die Luft … von Fetzen und Spänen erfüllt.“ Das Schauspiel sei „stark berauschend“ gewesen und „zerrte an der Vernunft“. Am Tag danach berichtete Jünger, dass über dem östlich benachbarten Ortsteil Stelle ein weiteres Besatzungsmitglied mit einem Fallschirm gelandet sei; beim westlichen Ortsteil Großhorst habe man einen Kopf und eine Hand gefunden sowie die zerschmetterten Leichen von zwei Amerikanern, deren Fallschirme sich verheddert haben sollen.

## Gedenken
Zum Gedenken an den Flugzeugabsturz und als Zeichen der Versöhnung mit den früheren deutschen Kriegsgegnern stifteten die Familienangehörigen der Fliegerstaffel – unterstützt vom Volksbund Deutsche Kriegsgräberfürsorge - einen Gedenkstein in deutscher und englischer Sprache. Er liegt auf dem Alten Friedhof von Altwarmbüchen beim Ehrenmal für die Gefallenen der beiden Weltkriege. Auf diesem Friedhof wurden im Jahre 1944 die toten US-Soldaten beerdigt und später exhumiert, um sie auf einem Soldatenfriedhof beizusetzen.
Am 15. September 2014 wurde der Gedenkstein von einer 12-köpfigen Familiendelegation aus den USA mit einer Gedenkfeier eingeweiht. Diesen widmeten die Familien der „tapferen Männer an Bord der United States Army Air Forces B-24 Pugnacious Princess Pat“ den Bürgern von Altwarmbüchen: Diese hätten „damals voller Respekt und Mitgefühl unsere beim Absturz ums Leben gekommenen Männer begraben“ und sich um den verwundeten Navigator gekümmert. Besonderer Dank gilt einem damals sieben Jahre alten deutschen Mädchen aus dem benachbarten Stelle bei Kirchhorst, das diesem Besatzungsmitglied Wasser gereicht hat. „Unser Dank gilt darüber hinaus auch allen Deutschen, die damals die drei weiteren Überlebenden begleitet haben.“
Die Delegation aus den USA mit der Witwe des Navigators und anderen Angehörigen der damaligen Flugzeugbesatzung besuchte auch Hannover, wo Bürgermeister Thomas Hermann die von den Luftangriffen auf Hannover verursachten Kriegszerstörungen anhand des Stadtmodells von Hannover erläuterte.